# Lindenow
Lindenow – miasto w Australii, w stanie Wiktoria.